# 雲仙山尚敏
雲仙山 尚敏（うんぜんやま なおとし、1938年7月3日 - 没年不明 ）は、長崎県南高来郡加津佐町（現在の南島原市）出身で二所ノ関部屋所属の1960年代に活躍した元大相撲力士。本名は、岩永 尚敏（いわなが なおとし）。現役時代の体格は身長174cm、体重98kg。得意手は右四つ、寄り。最高位は西十両7枚目。血液型はA型。

## 来歴
1955年1月場所に初土俵を踏む。初土俵から負け越すことなく1958年1月場所で幕下へ昇進、幕下でも2度負け越したのみで順調に番付を上げ、1960年5月場所に21歳で新十両に昇進。その場所は3勝12敗と大きく負け越し1場所で幕下へ陥落。1962年3月場所で再度十両へ復帰し、その場所で10勝5敗と二桁勝利を挙げると以降十両へ定着する。1963年5月場所限りで24歳の若さで廃業。
廃業後は日本相撲連盟の理事長を務めた。

## エピソード
- 1962年1月場所10日目から千秋楽まで、弓取式を務めた経験がある。
- 大学4年生の時の草野仁が長崎県に帰郷していた際、彼を1966年の大分国体・長崎県予選に勧誘した。結果、草野は当時77.5kgの体で130kgの前年度優勝者を投げ優勝を果たした。しかし、大学の卒業論文を仕上げなければならないことを理由に、草野は国体出場を辞退した[1]。

## 主な戦績
- 通算成績：212勝188敗 勝率.530
- 十両成績：44勝61敗 勝率.419
- 現役在位：46場所
- 十両在位：7場所

## 場所別成績
| | 一月場所 初場所（東京） | 三月場所 春場所（大阪） | 五月場所 夏場所（東京） | 七月場所 名古屋場所（愛知） | 九月場所 秋場所（東京） | 十一月場所 九州場所（福岡） |
| --- | ----------------------- | ----------------------- | ----------------------- | --------------------------- | ----------------------- | --------------------------- |
| 1955年 （昭和30年） | 新序 2–1                | 東序二段79枚目 5–3      | 東序二段27枚目 6–2      | x                           | 東三段目87枚目 6–2      | x                           |
| 1956年 （昭和31年） | 西三段目57枚目 4–4      | 西三段目52枚目 4–4      | 東三段目48枚目 7–1      | x                           | 東三段目21枚目 5–3      | x                           |
| 1957年 （昭和32年） | 東三段目10枚目 4–4      | 東三段目10枚目 4–4      | 東三段目3枚目 4–4       | x                           | 東三段目3枚目 4–4       | 東三段目筆頭 5–3            |
| 1958年 （昭和33年） | 西幕下73枚目 7–1        | 東幕下49枚目 2–6        | 東幕下63枚目 4–4        | 東幕下60枚目 4–4            | 西幕下59枚目 5–3        | 西幕下48枚目 6–2            |
| 1959年 （昭和34年） | 東幕下33枚目 4–4        | 東幕下33枚目 3–5        | 西幕下38枚目 7–1        | 西幕下12枚目 6–2            | 西幕下10枚目 4–4        | 西幕下8枚目 4–4             |
| 1960年 （昭和35年） | 西幕下9枚目 5–3         | 西幕下2枚目 5–3         | 西十両18枚目 3–12       | 西幕下6枚目 3–4             | 西幕下10枚目 4–3        | 西幕下8枚目 2–5             |
| 1961年 （昭和36年） | 西幕下16枚目 5–2        | 西幕下7枚目 4–3         | 東幕下6枚目 4–3         | 西幕下5枚目 3–4             | 西幕下6枚目 4–3         | 東幕下4枚目 5–2             |
| 1962年 （昭和37年） | 東幕下筆頭 5–2          | 西十両17枚目 10–5       | 西十両7枚目 5–10        | 西十両11枚目 6–9            | 東十両15枚目 9–6        | 東十両10枚目 6–9            |
| 1963年 （昭和38年） | 東十両13枚目 5–10       | 西幕下筆頭 2–5          | 西幕下7枚目 引退 1–6–0  | x                           | x                       | x                           |
| 各欄の数字は、「勝ち-負け-休場」を示す。 優勝 引退 休場 十両 幕下 三賞：敢=敢闘賞、殊=殊勲賞、技=技能賞 その他：★=金星 番付階級：幕内 - 十両 - 幕下 - 三段目 - 序二段 - 序ノ口 幕内序列：横綱 - 大関 - 関脇 - 小結 - 前頭（「#数字」は各位内の序列） |                         |                         |                         |                             |                         |                             |

## 改名歴
- 岩永 尚敏（いわなが なおとし）1955年1月場所 - 1957年11月場所
- 雲仙山 尚敏（うんぜんやま なおとし）1958年1月場所 - 1963年5月場所